# یود سیمونز
یود سیمونز (به انگلیسی: Jud Simons) ژیمناست زادهٔ ۲۰ اوت ۱۹۰۴ میلادی اهل کشور هلند است.